# Raymond Joseph Gallagher
Raymond Joseph Gallagher (* 19. November 1912 in Cleveland, Ohio, USA; † 7. März 1991) war Bischof von Lafayette in Indiana.

## Leben
Raymond Joseph Gallagher empfing am 25. März 1939 das Sakrament der Priesterweihe.
Am 21. Juni 1965 ernannte ihn Papst Paul VI. zum Bischof von Lafayette in Indiana. Der Apostolische Delegat in den Vereinigten Staaten, Erzbischof Egidio Vagnozzi, spendete ihm am 11. August desselben Jahres die Bischofsweihe; Mitkonsekratoren waren der Koadjutorbischof von Wichita, Leo Christopher Byrne, und der Koadjutorbischof von Cleveland, Clarence George Issenmann.
Am 26. Oktober 1982 trat Raymond Joseph Gallagher als Bischof von Lafayette in Indiana zurück.